# 梁伯琪
梁伯琪（1918年—2013年12月25日）女，生于河南省内黄县城关镇南庄，中华人民共和国前国务院总理、中共中央总书记赵紫阳的配偶。曾任中共中央组织部副部级干部等职务。

## 生平

### 早年生涯
1918年，梁伯琪生于内黄县城关镇南庄。上中学时，曾经在开封、武汉求学。1937年七七事变后，梁伯琪辍学返回家乡，于1938年4月参加了中国共产党领导的抗日运动，同年8月加入中国共产党，同年10月出任中国共产党领导下的抗日青年组织“中华民族解放先锋队”冀南分队分队长，同时兼任冀鲁豫边区妇女救国会宣传部副部长。
1939年1月，梁伯琪被中共党组织派往河南省滑县担任妇女救国会主任，由此成了中共滑县县委及滑县抗日民主政府中的首位专职妇女干部。当时，中共滑县党组织归中共冀鲁豫二地委领导，抗日战争初期，中共滑县党组织主要在东乡大寨、桑村、老庙一带活动，梁伯琪便随着组织在该地区发动妇女投身抗日。在此期间，梁伯琪与时任中共滑县县委书记、不久升任中共冀鲁豫二地委书记的赵紫阳，一直在工作中为上下级，二人在闲谈中发现对方都曾在开封及武汉上学，但并不相识。共同的经历拉近了两人的距离。
当时，中共冀鲁豫二地委经常驻在滑县东部地区，所以梁伯琪在桑村的赵庄村（也是赵紫阳的家乡）组织起妇女积极分子开抗日训练班时，便邀请到地委书记赵紫阳前来授课。梁伯琪善于联系群众，在驻地村认了两位干姐妹和一位干娘，她们都是贫雇农，每逢出现不利情况，她们都对梁伯琪加以保护。梁伯琪喜爱唱歌，常组织驻地村的妇女们学唱抗日歌曲，如《大刀进行曲》、《黄河大合唱》等等。梁伯琪嗓音很好，共同驻在滑县东部老区的中共滑县县委、区委人员都很喜欢她。地委书记赵紫阳虽然也很喜欢她，但当时战争残酷，顾不得发展恋爱关系。仅数个月后，日军便针对滑县东部以及沙区根据地开展了惨无人道的“五·五大扫荡”，实行烧光、杀光、抢光，当地民众纷纷逃离，土地大面积抛荒，留下的民众在日军统治下被迫组织维持会，村与村、户与户开展联保，日军和伪军在该地区兴建据点，强力镇压抗日积极分子。
一天，滑县抗日救国会会长来到梁伯琪驻地村的农会主任家中，叫梁伯琪一起到金堤上刘庄检查抗日救国会的创建情况，并嘱咐梁伯琪路上如遇险情要保护领导安全。在村头，梁伯琪见到了此行一同前去检查的领导——地委书记赵紫阳。他们一行人到刘庄的地下抗日组织负责人刘照卿家听取工作汇报时，恰逢日军也进村检查，刘照卿打开院中的地窖让他们躲藏，这时日军已至胡同口。梁伯琪见时间已来不及，便在赵紫阳等人进地窖之后，果断盖上地窖口，自己则进入厨房，准备自我牺牲以掩护领导。刘照卿骗日军说厨房里的是他娘，正为“皇军”烧开水，梁伯琪也故意烧湿柴弄出很多烟呛走了日军，这才化险为夷。
不久，梁伯琪奉调至中共中央北方局党校学习，学习结束后留在中共中央北方局工作。此后两年，梁伯琪、赵紫阳分别在各自的岗位工作，相互失去联系。

### 恋爱结婚
1943年秋，赵紫阳领导滑县开展民主民生运动试点，即发动雇佃农要求减租减息，以提高生活水平。梁伯琪受中共党组织派遣，回到滑县配合赵紫阳开展该运动。二人重逢后，感情日益加深。梁伯琪比赵紫阳大一岁，赵紫阳尊称梁伯琪为“大姐”，梁伯琪也很喜欢赵紫阳这个“弟弟”。
正在二人有了朦胧的爱意但尚未确定关系时，高陵县妇委会主任李俊珠也向赵紫阳示爱。李俊珠比赵紫阳小一岁，个子高，圆
脸，小学文化，性格活泼。梁伯琪得知后，心里越发明确了对赵紫阳的感情，便直接找到李俊珠，成功劝说李俊珠主动退出。梁伯琪后来回忆说，那时每逢赵紫阳因工作外出前来辞行时，梁伯琪心中都有永别之感，虽然当面笑着祝赵紫阳安全归来，其实背地里泪流满面。
1944年冬，中共冀鲁豫四地委及冀鲁豫四专署正驻在滑县高平集以北的梁二庄。一日晚饭之后，冀鲁豫四专署专员杨锐在村中的绅士穆鸿鲁家的北屋召开了一个小会。与会者有中共冀鲁豫四地委书记赵紫阳，滑县妇救会主任梁伯琪，地委、专署的多位工作人员，当地抗日联合会干部席永秩，村保长席松岭，村农会主任陈山峰，开明绅士穆鸿鲁、席铭鉴，小学教师席子均、席明鼎等十余人。由于事先没有讲明开会内容，所以与会者感到很神秘。杨锐在会上高兴地说：“今天的会跟往常不一样，我们要举办一桩大喜事儿。赵紫阳政委（当时将地委书记俗称为政委）和梁伯琪主任在革命生涯中、艰苦的岁月里志同道合，并肩作战，建立了革命感情和爱情，经组织批准结婚了。我们举行这次会议，就是对他们的结合表示祝贺！”屋内顿时响起热烈掌声。杨锐又说：“愿他们永远相爱，白头偕老，为革命做出更大的贡献！”大家又一片掌声。这便是赵紫阳和梁伯琪的婚礼，该会议室成了二人的洞房。

### 婚后生活
赵紫阳和梁伯琪婚后先后育有五男一女（其中第三子在南下途中夭折）。1947年底，梁伯琪继丈夫赵紫阳之后，随后续部队南下，此后她一直陪伴着赵紫阳。南下之后，梁伯琪历任南阳地区妇委主席、中共华南分局处级干部、中共广东省委组织部副部长、四川省外贸局党组书记、中共中央组织部副部级干部等职务。她一直伴随着赵紫阳起起伏伏，两人共同生活60余年，直至2005年赵紫阳病逝。
趙紫陽到北京工作直至升任黨和國家領導人後，全家虽在北京生活，但梁伯琪并沒有北京戶口。2005年赵紫阳逝世后，其子女曾想把趙紫阳的死訊告訴梁伯琪，但擔心她受不住刺激，所以一直到赵紫阳的追悼会举行之时也未告知。2012年，赵紫阳的女儿王雁南对外界表示，北京医院的医生每周来给母亲看病，并否认外界传说医疗待遇不好，中共当局对梁伯琪提供的医疗，家人感到满意。
2013年12月25日，梁伯琪在北京医院病逝，享年95岁。根据她的遗愿，后事从简，以家庭方式告别。

## 家庭
- 丈夫：赵紫阳
- 长子：赵大军
- 次子：赵二军
- 三子：赵三军（早夭）
- 四子：赵四军
  - 四儿媳：任克英
- 女儿：赵亮，后改名王雁南
- 幼子：赵五军